# Pareumastacops vismiae
Pareumastacops vismiae är en insektsart som beskrevs av Marius Descamps 1979. Pareumastacops vismiae ingår i släktet Pareumastacops och familjen Eumastacidae. Inga underarter finns listade i Catalogue of Life.